# Ami Ayalon
Pour les articles homonymes, voir Ayalon (patronyme).
Ami Ayalon (en hébreu עמי איילון) est un contre-amiral et homme politique israélien né le 27 juin 1945. Ayalon est ancien commandant de la flotte militaire et  directeur du Shin Beth, les services de renseignement israéliens.
Dans la vie civile, il promeut l’initiative pacifique La voix des peuples avec le philosophe palestinien Sari Nusseibeh : elle propose deux États, Jérusalem capitale des deux États, le retrait israélien des Territoires occupés, et le retour des réfugiés limité aux territoires occupés. La pétition soutenant ce projet est signée par 400 000 Israéliens et Palestiniens.
Après une carrière dans la flotte militaire israélienne, il en est le commandant en chef entre 1992 et 1996. Ayalon est directeur du Shin Beth entre 1996 et 2000. Il rejoint ensuite le parti travailliste et est élu à la 17e Knesset en 2006. Ayalon se présente au poste de secrétaire général du parti travailliste et est battu par Ehoud Barak au second tour le 12 juin 2007 avec 47,7 % des voix.

## Sources